# Jordi Cornet i Serra
Jordi Cornet i Serra   (Barcelona, 29 de desembre de 1965 - Barcelona, 19 de març de 2021) va ser un polític i empresari català.
Va ser la mà dreta d'Alícia Sánchez-Camacho sent el secretari general del Partit Popular a Catalunya i va pilotar les seves campanyes del 2010 i el 2012, que van portar als millors resultats del partit: 18 i 19 diputats. Fou delegat de l'Estat al Consorci de la Zona Franca de Barcelona.
Diplomat en ciències empresarials per la Universitat de Barcelona, va fer un màster en Informàtica i en Direcció d'empreses. Afiliat al Partit Popular des de l'any 1986, fou gerent entre 1991 i 1996 i coordinador general en diverses campanyes electorals. Fou regidor a l'Ajuntament de Barcelona entre 1995 i 2010, portaveu del grup i secretari general del Partit Popular a Catalunya del 2008 fins al 2017. El 2010, es presentà a les eleccions del Parlament de Catalunya com a número 2 del Partit Popular amb Alicia Sánchez-Camacho per la circumscripció de Barcelona. Sortí elegit diputat i fou designat secretari primer del Parlament a la sessió constitutiva de la cambra per a la IX legislatura. El gener del 2012 va renunciar a la secretaria del Parlament i a l'acta de diputat en aquest per ser nomenat pel Consell de Ministres de Mariano Rajoy delegat especial de l'Estat al Consorci de la Zona Franca on va ocupar posteriorment el càrrec de Vicepresident del Plenari i President del Comitè Executiu. Va morir el 19 de març de 2021, als 56 anys, víctima d'un càncer que patia des del 2015.